# جيجابايت (شركة)
جيجابايت (GigaByte) (الصينية التقليدية :技嘉科技股份有限公司) هي شركة مقرها تايوان تعمل في مجال تصنيع أجهزة الحاسوب والمنتجات للوحات الأم. وتعد الشركة متدوالة علنيا في بورصة تايوان (2376.TW).

## الشركة
تم إنشاء شركة جيجابايت سنة 1986، ويرأس مجلس الإدارة يه بي-تشنغ.

## المنتجات
بالإضافة إلى تصنيع اللوحات الأم ودعم استضافة معالجات أدفانسد مايكرو دفايسز وإنتل فإنها تقوم بدعم بطاقات العرض إيه تي أي وإنفيديا.
المنتجات الثانوية في الشركة تشمل أجهزة الكمبيوتر، أجهزة الكمبيوتر المحمولة، والأقراص الضوئية، شاشات الكريستال السائل ولوحات المفاتيح والفئران، ومكونات التبريد، والهواتف المحمولة، ومعدات الربط الشبكي، وإمدادات الطاقة (UPS) و منظمات الطاقة.

## وصلات خارجية
- الموقع الرسمي
- موقع جيجابايت أمريكا